# Luton
Pour les articles homonymes, voir Luton (homonymie).
Luton (prononcé : /ˈluː.tən/) est une ville et une autorité unitaire située dans le comté cérémoniel du Bedfordshire en Angleterre.
Sa population est estimée à 184 000 habitants, et environ 230 000 avec son agglomération, dont les principales autres villes sont Dunstable et Houghton Regis.
Luton comprend un centre universitaire, l'université de Bedfordshire, ainsi qu'un site touristique, le manoir de Luton Hoo.

## Géographie

### Localisation
Luton s'étend sur 43,35 km2 dans le sud du Bedfordshire et est entouré par le Central Bedfordshire au nord, au sud et à l'ouest, et est limitrophe du North Hertfordshire à l'est. Elle est arrosée par la Lea. La ville est située à 30 km au sud de Bedford et à 50 km au nord de Londres.

## Histoire
Luton est considérée avoir été fondée par les Anglo-Saxons au cours du VIe siècle. Elle apparaît au VIIIe siècle sous le nom de Lygetun, ce qui signifie « ville sur la Lea »
En 1876, Luton devient un borough, dépendant de son comté, et le demeure jusqu'en 1997 quand elle est constituée en une entité administrative distincte.

## Économie
Depuis 1905, Luton abrite l'usine de la marque automobile Vauxhall, filiale du groupe français PSA Peugeot-Citroën, avec à peu près 1 000 salariés en 2012. Au printemps 2019, le siège social de Vauxhall a été transféré dans la périphérie de la ville, à Chalton. 
Depuis 2002, on n'y construit que des utilitaires apparentés aux Opel Vivaro, Nissan Primastar et Renault Trafic, puis à partir de 2018 des Citroën Jumpy, Peugeot Expert et Opel Vivaro. En novembre 2024, dans un contexte de baisse des ventes et alors que le gouvernement travailliste a répété vouloir « rétablir l'élimination progressive, d'ici à 2030, des voitures alimentées uniquement par des moteurs à combustion interne », Stellantis annonce fermer le site de Luton qui emploie 1 123 personnes,. 
Luton héberge le siège social d'EasyJet une compagnie aérienne à bas prix.

## Sports
La ville héberge le Luton Town Football Club, club de football qui joue au stade de Kenilworth Road. L'équipe a notamment remporté la League Cup en 1988 face à Arsenal. Grâce à sa victoire en finale des championship playoffs, Luton joue la saison 2023-2024 dans la Premier League anglaise, la première fois depuis 31 ans.

## Transports
Luton possède un aéroport : l'aéroport de Londres-Luton.
Luton compte trois gares ferroviaires : Gare de Leagrave, Gare de Luton, Gare de London Luton Airport.

## Jumelage
- Wolfsbourg (Allemagne) depuis 1950

Luton est un des principaux lieux de l'action dans les tomes deux et huit de Cherub (ainsi que les séries-télé Trafic et Mad Dogs).

## Population
Luton a connu plusieurs vagues d'immigration. Dans la première partie du XXe siècle les Irlandais et Écossais sont arrivés dans la ville ; ils ont été suivis par les Afro-Caraïbéens (7,3 % de la population en 2009), les immigrants asiatiques et plus récemment des immigrés d'Europe de l'Est. En conséquence de ces vagues d'immigration, la population de Luton est un mélange ethnique très divers, avec une importante population d'origine asiatique, principalement du Pakistan (8,6 %), d'Inde (4,2 %) et du Bangladesh (4,1 %). De plus, 3,4 % de la population se déclare d'origine métissée. Les estimations de 2009 de l'Office des statistiques nationales montrent que 59,4 % des habitants de Luton sont d'origine blanche britannique.

## Personnalités
- Alexander McAulay, mathématicien et physicien australien, y est né en 1863.
- Hans Menasse (1930-2022), rescapé du Kindertransport, footballeur autrichien ayant débuté au Luton Town Football Club, a passé son enfance dans la ville[8].
- Paul Young, chanteur de pop anglais, y est né en 1956.
- Kingsley Black, footballeur international nord-irlandais, y est né en 1968.
- Piers Faccini, auteur-compositeur-interprète, peintre et photographe anglais y né en 1970[9].
- Andrew Tate, le célèbre e-businessman, y a vécu une partie de son enfance.